# Amblyaspis abas
Amblyaspis abas är en stekelart som först beskrevs av Walker 1836.  Amblyaspis abas ingår i släktet Amblyaspis och familjen gallmyggesteklar. Arten är reproducerande i Sverige. Inga underarter finns listade i Catalogue of Life.